# Philonotis litorea
Philonotis litorea là một loài rêu trong họ Bartramiaceae. Loài này được Cardot & Broth. mô tả khoa học đầu tiên năm 1923.